# Abdéros
Abdéros (řecky Ἄβδηρος, latinsky Abderus) je v řecké mytologii synem boha Herma. Byl přítelem velkého hrdiny Hérakla.
Héraklés na příkaz mykénského krále Eurysthea mu měl přivést čtyři divoké koně bistonského krále Dioméda. Koně byli postrachem širokého okolí. Diomédes je dal přikovat železnými řetězy k bronzovým žlabům a krmil je masem svých hostů. Podle jedné verze šlo o kobyly, podle jiné to však byli hřebci jménem Podargos, Lamón, Xanthos a Deinos.
Když Héraklés dorazil na místo, přemohl čeledíny krále Dioméda a zahnal koně k moři. Tam je ponechal u svého oblíbence Abdéra a vyrazil zpět proti Diomédovým mužům. Přes jejich velkou převahu je přemohl (prý tak, že vykopal kanál a zaplavil planinu, takže se otočili na útěk). Dioméda omráčil kyjem, vlekl jeho tělo a předhodil je jeho vlastním kobylám. Stalo se však, že poté koně zahubili také Abdéra. Héraklés u Abdérova hrobu založil město Abdéry.
Poté zapřáhl koně do Diomédova vozu a hnal je přes hory až do Mykén. Tam je král Eurystheus věnoval bohyni Héře a na hoře Olympu je pustil na svobodu. Nakonec prý je zahubila dravá zvěř. Jiné pověsti ale tvrdí, že jejich potomci se dožili trojské války a dokonce i časů Alexandra Makedonského.